# João Cotrim de Figueiredo
João Fernando Cotrim de Figueiredo (ur. 24 czerwca 1961 w Lizbonie) – portugalski menedżer, przedsiębiorca i polityk, deputowany do Zgromadzenia Republiki, przewodniczący Inicjatywy Liberalnej, poseł do Parlamentu Europejskiego X kadencji.

## Życiorys
Kształcił się w Deutsche Schule Lissabon, po czym ukończył ekonomię w London School of Economics. Uzyskał następnie dyplom MBA w zakresie administracji, zarządzania i marketingu na Universidade Nova de Lisboa. Zawodowo związany z sektorem prywatnym. Zajmował kierownicze stanowiska w przedsiębiorstwach Compal i Nutricafés. Kierował przedsiębiorstwem Privado Holding, a także pełnił funkcję dyrektora generalnego telewizji Televisão Independente. W latach 2013–2016 był przewodniczącym rady dyrektorów Turismo de Portugal, publicznej instytucji zajmującej się promocją turystyki. W 2015 powołany na wiceprzewodniczącego European Travel Commission.
W wyborach w 2019 otwierał listę wyborczą Inicjatywy Liberalnej w Lizbonie. Uzyskał wówczas mandat deputowanego do Zgromadzenia Republiki XIV kadencji jako jedyny przedstawiciel swojej formacji. W grudniu tegoż roku został nowym przewodniczącym partii. W 2022 z powodzeniem ubiegał się o poselską reelekcję, jego partia wprowadziła wówczas 8 swoich przedstawicieli do portugalskiego parlamentu. W styczniu 2023 na czele Inicjatywy Liberalnej zastąpił go Rui Rocha. W 2024 został wybrany w skład Europarlamentu X kadencji.